# Chadron (Haute-Loire)
Chadron ist eine französische Gemeinde mit 348 Einwohnern (Stand: 1. Januar 2022) im Département Haute-Loire in der Region Auvergne-Rhône-Alpes (vor 2016 Auvergne); sie gehört zum Arrondissement Le Puy-en-Velay und zum Kanton Mézenc. Die Einwohner werden Chadronais genannt.

## Geografie
Die Gemeinde Chadron liegt im Zentralmassiv, etwa 13 Kilometer südsüdöstlich von Le Puy-en-Velay an der oberen Loire, die die Gemeinde im Westen begrenzt. Umgeben wird Chadron von den Nachbargemeinden Coubon im Norden, Le Monastier-sur-Gazeille im Osten und Südosten, Saint-Martin-de-Fugères im Süden, Le Brignon im Südwesten, Solignac-sur-Loire im Westen sowie Cussac-sur-Loire im Nordwesten.

## Bevölkerungsentwicklung
| Jahr                       | 1962 | 1968 | 1975 | 1982 | 1990 | 1999 | 2006 | 2011 | 2020 |
| Einwohner                  | 323  | 291  | 216  | 205  | 204  | 207  | 213  | 268  | 336  |
| Quellen: Cassini und INSEE |      |      |      |      |      |      |      |      |      |

## Sehenswürdigkeiten
- Kirche Saint-Amand

|  |  |